# Зрізаний куб
Зрі́заний куб або ж зрі́заний гекса́едр — напівправильний многогранник, відноситься до архімедових тіл, що складається із 6-и правильних восьмикутників і 8-и правильних трикутників, 36-и ребер і 24-х кутів. Двоїстий до зрізаного куба многогранник — триакісоктаедр. 
Отримати даний многогранник  можна за рахунок зрізання всіх чотирьох вершин куба на третину від первісної довжини ребра.

Ортогональні проєкції. 
Зрізаний куб має п'ять спеціальних ортопроєкцій - по центру, на вершині, на двох типах ребер, і двох типах площин: трикутниках і восьмикутниках.

|  |  |  |  |  |

## Формули
Знаючи довжину ребра зрізаного куба - a - отримуємо:
| Математичний опис | Математичний опис                                                                          | Математичний опис |
| ----------------- | ------------------------------------------------------------------------------------------ | ----------------- |
| Об'єм             | {\displaystyle V={\frac {1}{3}}\left(21+14{\sqrt {2}}\right)a^{3}\approx 13.5996633a^{3}.} |                   |
| Площа поверхні    | {\displaystyle S=2\left(6+6{\sqrt {2}}+{\sqrt {3}}\right)a^{2}\approx 32.4346644a^{2}}     |                   |

## Графічне зображення

Розгортка зрізаного куба

## Сферична плитка
Зрізаний куб можна подати у вигляді сферичної плитки, і спроєктувати на площину у вигляді стереографічної проєкції. Ця проєкція буде конформною, зберігаючи кути, але не площини чи ребра багатогранника. Прямі лінії на сфері проєктуватимуться як дуги на площині.
|                 | центрована восьмикутником | центрована трикутником  |
| Сферична плитка | Стереографічна проєкція   | Стереографічна проєкція |

## Пов'язані многогранники
| Однорідні октаедричні многогранники | Однорідні октаедричні многогранники | Однорідні октаедричні многогранники | Однорідні октаедричні многогранники | Однорідні октаедричні многогранники | Однорідні октаедричні многогранники | Однорідні октаедричні многогранники | Однорідні октаедричні многогранники | Однорідні октаедричні многогранники | Однорідні октаедричні многогранники | Однорідні октаедричні многогранники |
| Симетрія: [4,3], (*432)             | Симетрія: [4,3], (*432)             | Симетрія: [4,3], (*432)             | Симетрія: [4,3], (*432)             | Симетрія: [4,3], (*432)             | Симетрія: [4,3], (*432)             | Симетрія: [4,3], (*432)             | [4,3]+ (432)                        | [1+,4,3] = [3,3] (*332)             | [1+,4,3] = [3,3] (*332)             | [3+,4] (3*2)                        |
| ----------------------------------- | ----------------------------------- | ----------------------------------- | ----------------------------------- | ----------------------------------- | ----------------------------------- | ----------------------------------- | ----------------------------------- | ----------------------------------- | ----------------------------------- | ----------------------------------- |
| {4,3}                               | t{4,3}                              | r{4,3} r{31,1}                      | t{3,4} t{31,1}                      | {3,4} {31,1}                        | rr{4,3} s2{3,4}                     | tr{4,3}                             | sr{4,3}                             | h{4,3} {3,3}                        | h2{4,3} t{3,3}                      | s{3,4} s{31,1}                      |
|                                     |                                     |                                     |                                     |                                     |                                     |                                     |                                     |                                     |                                     |                                     |
|                                     |                                     | · =                                 | · =                                 | · =                                 |                                     |                                     |                                     | = · or                              | = · or                              | = ·                                 |
|                                     |                                     |                                     |                                     |                                     |                                     |                                     |                                     |                                     |                                     |                                     |
| Двоїсті многогранники               |                                     |                                     |                                     |                                     |                                     |                                     |                                     |                                     |                                     |                                     |
| V43                                 | V3.82                               | V(3.4)2                             | V4.62                               | V34                                 | V3.43                               | V4.6.8                              | V34.4                               | V33                                 | V3.62                               | V35                                 |
|                                     |                                     |                                     |                                     |                                     |                                     |                                     |                                     |                                     |                                     |                                     |
|                                     |                                     |                                     |                                     |                                     |                                     |                                     |                                     |                                     |                                     |                                     |
|                                     |                                     | Файл:RhombicDodecahedron.svg        |                                     |                                     |                                     | Файл:DisdyakisDodecahedron.svg      |                                     |                                     |                                     |                                     |